# デポルティーボ・マルドナド
クラブ・デポルティーボ・マルドナド（西: Club Deportivo Maldonado）は、ウルグアイのマルドナドを本拠地とするサッカークラブ。2020シーズンからはプリメーラ・ディビシオンに所属。

## 歴史
1928年8月25日、バタカソ・フットボール・クラブという名前で市民団体として設立され、1932年にクラブ名を現在の名称に変更した。同年、マルドナドの地域リーグで5つのタイトルを獲得。1995年からはアマチュアリーグから国内プロリーグに籍を移し、2部リーグに参加した。
2009年、市民団体とは別個の独立法人であるデポルティーボ・マルドナド・SADが設立。翌年、デポルティーボ・マルドナドSADと市民団体は協定を結び、市民団体はサッカー関連の活動をデポルティーボ・マルドナドSADに譲渡した。それ以来、市民団体はクラブの社会的活動を発展させ続け、デポルティーボ・マルドナドSADはプロサッカーと育成部門に関連するすべての活動を発展させ始めた。

## タイトル
なし

## 歴代所属選手
MF
- フリオ・セサル・レオン

FW
- ガブリエル・セドレス